# 九州病害虫研究会
九州病害虫研究会（九病虫、きゅうしゅうびょうがいちゅうけんきゅうかい、英語: Kyushu Plant Protection Research）は、日本の学術研究団体の一つ。

## 概要
1925年設立。学術研究団体としての種別は単独学会である。
農学を学術研究領域とし、会員相互の病害虫研究の向上発展・防除法の普及を図ることを目的としている。

## 沿革
- 1925年 - 九州病害虫研究会設立

## 刊行物

### 九州病害虫研究会報
- 誌名（和文）：九州病害虫研究会報
- 誌名（欧文）：-
- 創刊年：1955
- 資料種別：研究報告・技術報告
- 使用言語：日英混在
- 発行形態：印刷体、eジャーナル
- 著作権帰属先：-
- クリエイティブコモンズ：-
- 購読：有料